# Philodromus lamellipalpis
Philodromus lamellipalpis là một loài nhện trong họ Philodromidae.
Loài này thuộc chi Philodromus. Philodromus lamellipalpis được miêu tả năm 2007 bởi Muster.